# Осока блошиная
Осо́ка блоши́ная (лат. Carex pulicaris) — многолетнее травянистое растение, вид рода Осока (Carex) семейства Осоковые (Cyperaceae).

## Ботаническое описание
Корневище рыхло-дернистое.
Стебли 8—35 см высотой.

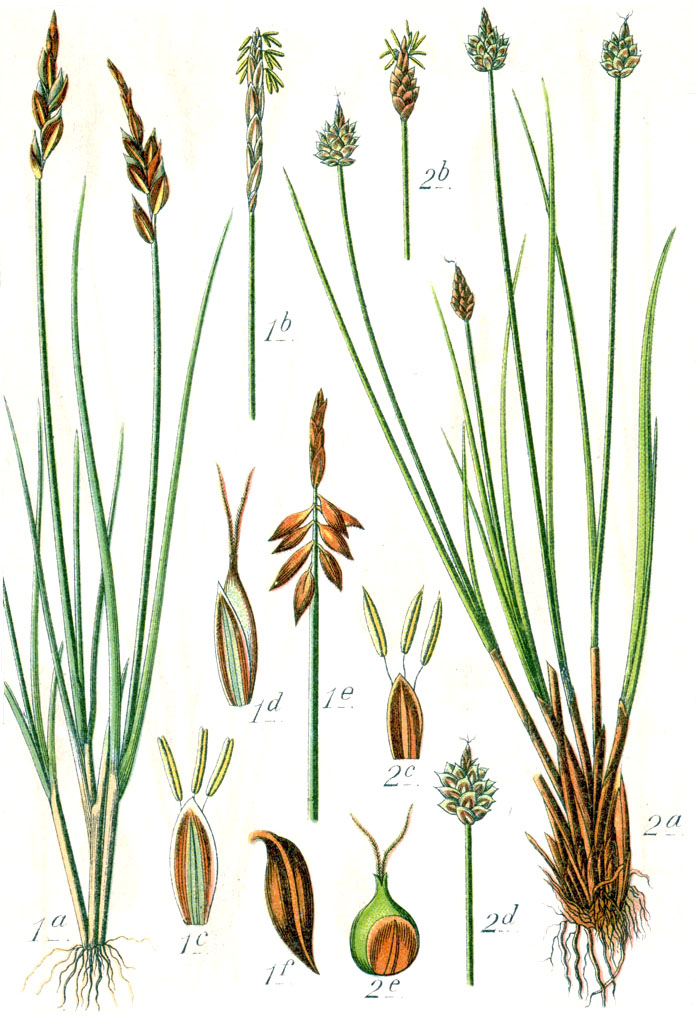
1 — Carex pulicaris

Листья нитевидные, кверху шероховатые.
Колосок андрогинный, 1,5—2,5 см длиной, пыльниковая часть их узкая, веретеновидная, пестичная — редкая, с 5—13 мешочками. Кроющие чешуи продолговато-яйцевидные, ржавые, притуплённые, по краю перепончатые, при плодах опадающие. Мешочки двояковыпуклые, продолговато-эллиптические или ланцетные, тонкокожистые, 4,5—7 мм длиной, буровато-зелёные, позже чёрно-бурые, лоснящиеся, гладкие, зрелые отогнутые вниз, без жилок, на ножке, с цельным носиком. Рылец 2.
Плод при основании с осевым придатком.
Число хромосом 2n=58.
Вид описан из Европы.

## Распространение
Северная, Атлантическая, Центральная и Южная (редко) Европа; Прибалтика.
Растёт на сырых и болотистых лугах.